# センネンボク

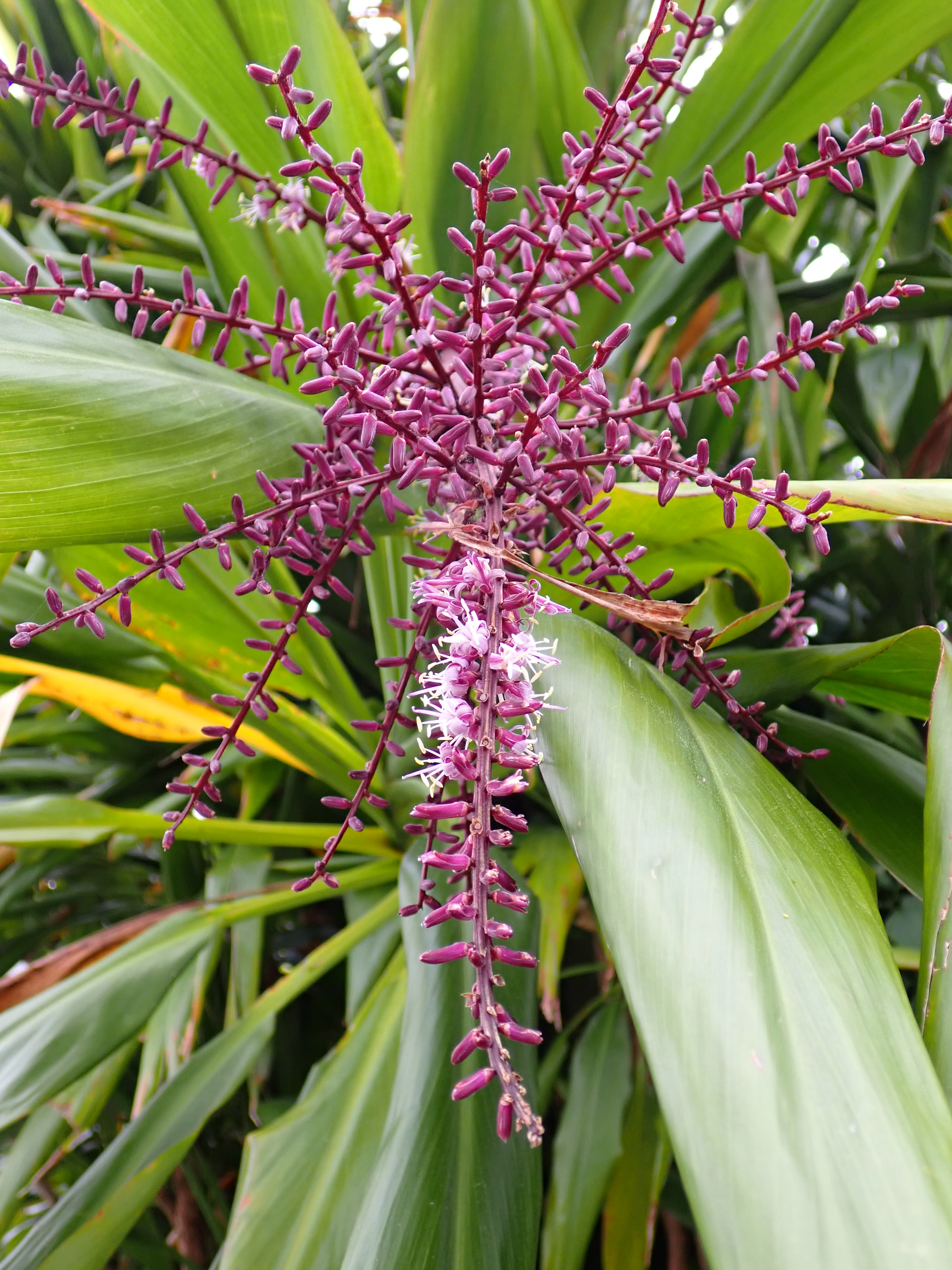
花（2025年3月 沖縄県石垣市 バンナ公園）

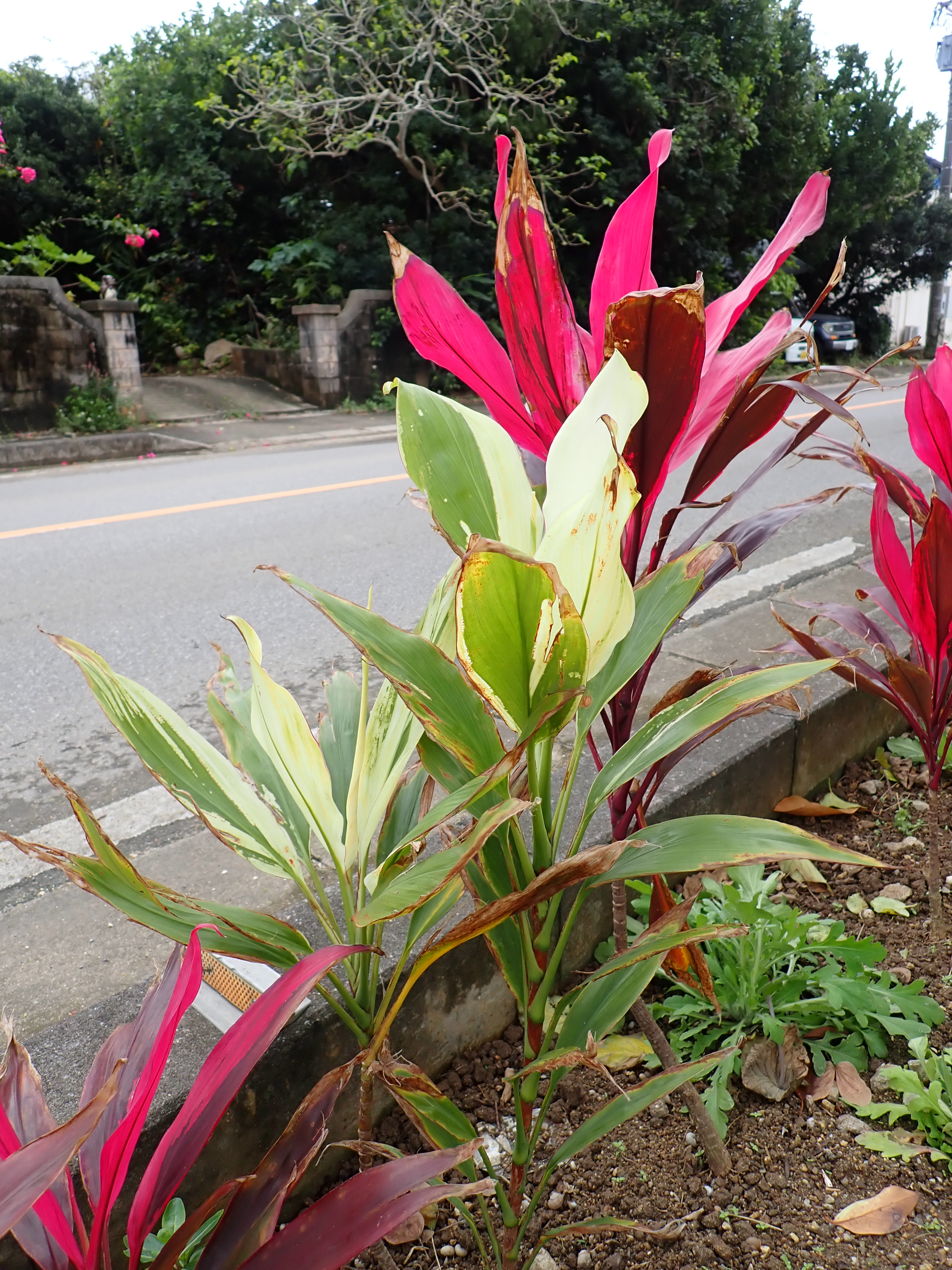
センネンボク栽培品種（2025年2月 沖縄県石垣市伊原間）

センネンボク、センネンソウ、ティー（英語: Ti Tree）は学名を Cordyline fruticosa とする、リュウゼツラン科（APG IVではキジカクシ科）センネンボク属（コルディリネ属）に属する植物。背の高い喬木で、広い葉「ティー・リーフ」を有する。片仮名でコルディリネあるいはコルジリネ、漢字では千年木と表記されることもある。葉はハワイのフラの踊り手のスカートなどに使われている。

## 特徴
常緑性であり、園芸品種の場合、樹高は最大で2メートル程度。品種にもよるが、新葉は鮮やかな赤色や黄色を帯び、葉が古くなると暗色に落ち着いてくる。ドラセナ属と混同されることがあるが、地下部に多肉質の根茎があるのがセンネンボクの特徴である。原産地は中国南部からオーストラリア北部に広がっており、寒さには比較的弱い。観葉植物としても流通している。
園芸品種としてよく知られているものを以下に挙げる。
- アイチアカ Cordyline fruticosa ‘Aichiaca’
- レッド・エッジ Cordyline fruticosa ‘Red Edge’
- コンパクタ Cordyline fruticosa ‘Compacta’
- ハクバ Cordyline fruticosa ‘Hakuba’
- ドリーミー Cordyline fruticosa ‘Dreamy’

炭疽病に感染する例が見つかっており、感染した葉は円形に黒ずんで枯れる。

## ハワイでの利用
センネンボクはハワイ語ではキー（kī）またはラーイー（lāʻī）と呼ばれ。もともとはパプアニューギニア、ポリネシアなどの南洋諸島の原産で、ハワイ諸島にはポリネシアからの移民によってもたらされたと考えられている。 
センネンボクの地下茎は少し甘く食用に供され、葉はラウラウなどの料理にも使われ、カヌーの綱、衣服としても利用されて、ハワイのフラの踊り手のスカート（ライー・スカート）にも使われている。
古代ハワイではセンネンボクは神聖のものと考えられていて、その葉を笹の葉の大きさに切って整えてから編んだレイはカフナ（神官）、アリイ（王族）階級のみに許されていた。